# Il piacere (film 1952)
Il piacere (Le Plaisir) è un film a episodi del 1952 diretto da Max Ophüls.
I tre episodi hanno durata e importanza diverse. Quello centrale, La Maison Tellier, occupa gran parte del film, preceduto da Le Masque e seguito da Le Modèle, entrambi brevissimi.

## Trama
La voce di un narratore racconta tre storie, da cui trae la morale che "se il piacere è facile, la felicità di certo non è felice".

### Episodi

#### Le Masque / la maschera
Un vecchio seduttore si aggira nei saloni del Palazzo della Danza spacciandosi per giovane, con indosso una maschera che nasconde il suo volto rugoso. Vittima di un colpo mentre sta ballando, viene soccorso da un medico.

#### La Maison Tellier / casa Tellier
La Maison Tellier è  un bordello la cui tenutaria è Madame Tellier. Insieme alle sue "pensionanti", madame è invitata in campagna alla prima comunione della figlia del fratello. Il posto idilliaco e tranquillo, la pace del silenzio rurale, il fervore religioso che circonda le giovani comunicande inducono le "ragazze" e madame a ricordare la propria infanzia perduta. Le loro emozioni si comunicano anche agli abitanti del villaggio.

#### Le Modèle / la modella
Un giovane artista seduce una modella che diventa la sua musa ispiratrice finché, nel loro rapporto, non giunge la stanchezza. Lui se ne va via, lei minaccia di uccidersi. Lui non le crede finché lei non si getta dalla finestra. Lui, allora, benché lei ora sia paralizzata, cerca di riparare sposandola.

## Produzione
Il film fu prodotto dalla Compagnie Commerciale Française Cinématographique (CCFC) (as C.C.F.C.) e Stera Fims.
Per il film vengono realizzate scenografie molto grandi che permettono al regista numerosi piani sequenza.
Nel secondo episodio la macchina da presa racconta la vita della casa Tellier solo attraverso le finestre, non si entra mai infatti nella casa chiusa.
Il terzo episodio in origine doveva essere tratto da "la femme de Paul" ma fu necessario cambiare storia a causa dei problemi di budget pur mantenendo gli stessi attori.

## Distribuzione
Il film fu presentato in prima a Fécamp il 14 febbraio 1952. Uscì nelle sale francesi il 29 febbraio. Quell'anno fu distribuito anche in Italia, fu presentato al Festival di Edimburgo, uscì il 14 luglio in Svezia con il titolo Kärlekens fröjder, il 4 novembre nella Germania Federale, il 13 novembre in Danimarca (Kærlighedens glæder) e il 14 novembre in Finlandia (Lemmenunelma). L'anno dopo, il 5 febbraio 1953, fu proiettato a Londra e, quindi, in Giappone (19 febbraio 1953) e in aprile in Austria.